# Санто Стефано ал Маре
Санто Стѐфано ал Ма̀ре (на италиански: Santo Stefano al Mare; на лигурски: San Stèva, Сан Стева) е пристанищно село и община в Северна Италия, провинция Империя, регион Лигурия. Разположено е на брега на Лигурско море, на лигурското Западно крайбрежие. Населението на общината е 2230 души (към 2011 г.).